# 인입선

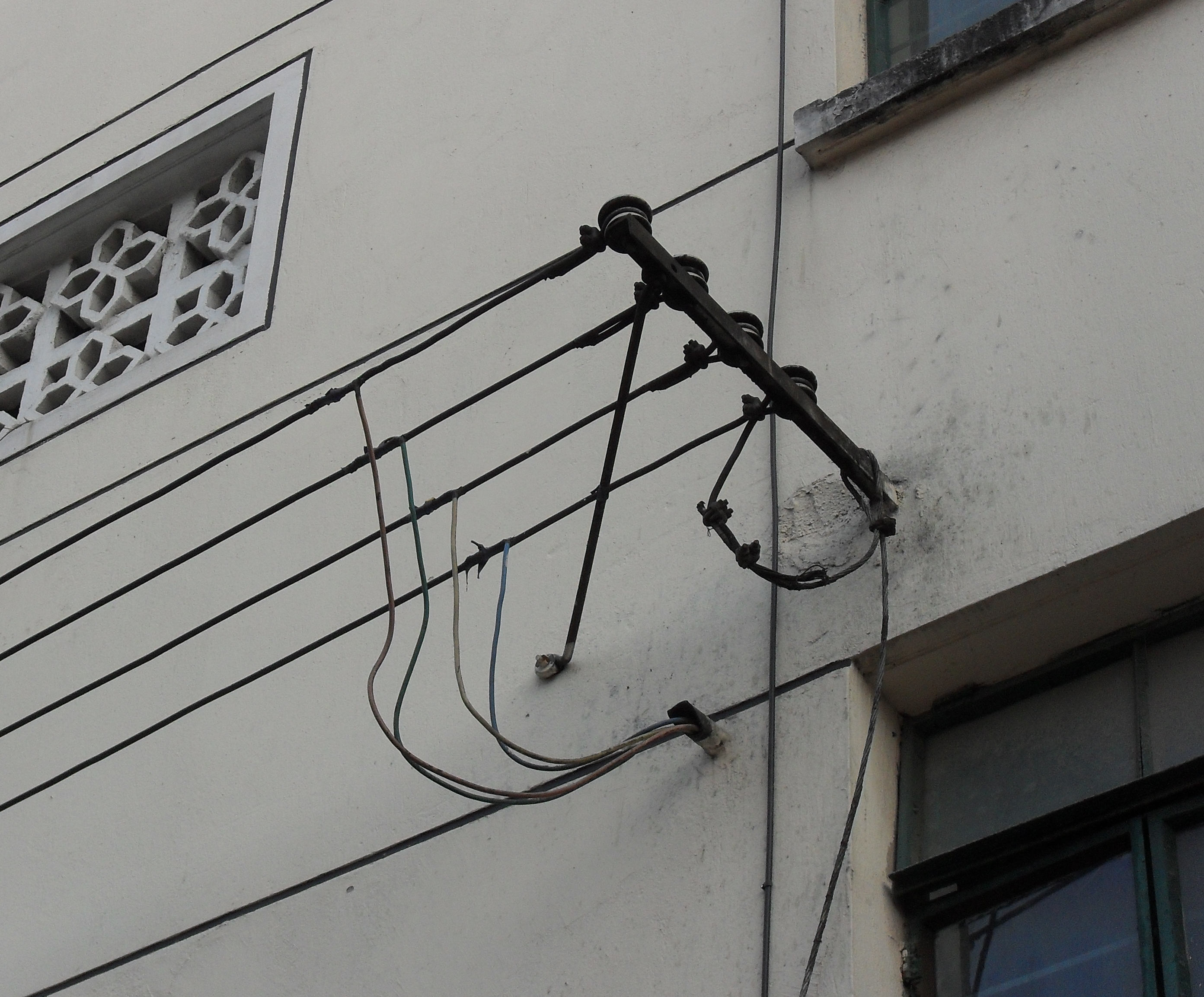

인입선(引入線, service drop)은 전봇대로부터 고객의 건물 등으로 이어지는 가공선이다. 이는 전기사업자들이 전력을 고객들에게 제공하는 지점이다. 인입선의 도체들은 전기사업자들에 소유하고 정비하는 것이 일반적이지만 일부 인입선들은 고객이 직접 설치하고 보유한다.